# Lijst van voetbalinterlands Anguilla - Turks- en Caicoseilanden
Deze lijst van voetbalinterlands is een overzicht van alle officiële voetbalwedstrijden tussen de nationale teams van Anguilla en de Turks- en Caicoseilanden. De landen speelden tot op heden vier keer tegen elkaar. De eerste ontmoeting, een kwalificatiewedstrijd voor het Wereldkampioenschap voetbal 2026, vond plaats in The Valley op 22 maart 2024. Het laatste duel, een groepswedstrijd tijdens de CONCACAF Nations League 2024/25, vond plaats op 12 oktober 2024 in Belmopan (Belize).

## Wedstrijden
| № | Plaats         | Datum            | Competitie                      | Wedstrijd                       | Uitslag |
| - | -------------- | ---------------- | ------------------------------- | ------------------------------- | ------- |
| 1 | The Valley     | 22 maart 2024    | WK 2026 kwalificatie            | Anguilla − Turks- en Caicoseil. | 0 − 0   |
| 2 | Providenciales | 26 maart 2024    | WK 2026 kwalificatie            | Turks- en Caicoseil. − Anguilla | 1 − 1   |
| 3 | Providenciales | 4 september 2024 | CONCACAF Nations League 2024/25 | Anguilla − Turks- en Caicoseil. | 2 − 0   |
| 4 | Belmopan       | 12 oktober 2024  | CONCACAF Nations League 2024/25 | Turks- en Caicoseil. − Anguilla | 2 − 1   |

## Samenvatting
| Competitie              | Totaal gespeeld | Winst Anguilla | Gelijk | Winst Turks- en Caicoseil. | Doelsaldo Anguilla – Turks- en Caicoseil. |
| ----------------------- | --------------- | -------------- | ------ | -------------------------- | ----------------------------------------- |
| WK-kwalificatie         | 2               | 0              | 2      | 0                          | 1 − 1                                     |
| CONCACAF Nations League | 2               | 1              | 0      | 1                          | 3 − 2                                     |
| Totaal                  | 4               | 1              | 2      | 1                          | 4 − 3                                     |

AFA · Anguillaans vrouwenelftal
1991 - 1999 · 
2000 – 2009 · 
2010 – 2019 ·
2020 − 2029
Amerikaanse Maagdeneilanden ·
Antigua en Barbuda ·
Bahama's · 
Barbados · 
Belize ·
Britse Maagdeneilanden · 
Dominica · 
Dominicaanse Republiek · 
El Salvador · 
Grenada · 
Guatemala ·
Guyana · 
Kaaimaneilanden · 
Montserrat ·
Nicaragua ·
Panama ·
Puerto Rico · 
Saint Kitts en Nevis · 
Saint Lucia ·
Saint Vincent en de Grenadines ·
Suriname ·
Trinidad en Tobago ·
Turks- en Caicoseilanden
TCIFA · 
A-internationals · 
Vrouwenelftal van de Turks- en Caicoseilanden
1990 – 1999 · 
2000 – 2009 · 
2010 – 2019 ·
2020 − 2029
1999 · 
2000 · 
2001 · 
2002 · 
2003 · 
2004 · 
2005 · 
2006 · 
2007 · 
2008 · 
2009 · 
2010 · 
2011 · 
2014 ·
2018 ·
2019 ·
2020 ·
2021 ·
2022 ·
2023 ·
2024
Amerikaanse Maagdeneilanden ·
Anguilla ·
Aruba ·
Bahama's ·
Belize ·
Britse Maagdeneilanden ·
Cuba ·
Dominica ·
Dominicaanse Republiek ·
Guyana ·
Haïti ·
Kaaimaneilanden ·
Nicaragua ·
Saint Kitts en Nevis ·
Saint Lucia ·
Saint Vincent en de Grenadines